# Romániai magyar irodalmi körök
Irodalmi kör, rövidítve IK romániai magyarok közt, 1950-1990.

## Áttekintés
Románia szerte alakultak a művelődési közösségek a helyi szellemi erők kibontására és az irodalom hagyományos és új javainak terjesztésére a szellemi gócokban vagy vidéken. Felkarolták és megvitatták a fiatalok munkáit, s meghívásokkal, előadásokkal közvetlen kapcsolatot teremtettek a tagok és az irodalmi közélet személyiségei, lapjai, intézményei között. Ilyen körök már az 1950-es és 1960-as években keletkeztek, egy részük azonban az első új irodalmi rajok kibocsátása után felbomlott vagy alkalmi rendezvényeknek adta át helyét. Újabb fellendülés és intézményes állandósulás csak az 1970-es években mutatkozott, s ez jelentős mértékben az Igaz Szó és a Művelődés gondoskodásának köszönhető. Az Utunk Körök hírei rovatcím alatt rendszeresen tükrözte az irodalmi körök munkáját.
1982-ben a következő romániai magyar irodalmi körök tűntek ki működésükkel: 
- 1. Ady Endre Irodalmi Kör Nagyváradon;
- 2. Apor Péter Irodalmi Kör Kézdivásárhelyen;
- 3. Arany János Irodalmi Kör Nagyszalontán;
- 4. Franyó Zoltán Irodalmi Kör Temesvárt;
- 5. Gaál Gábor Irodalmi Kör, utódja 1993-tól Bretter György Irodalmi Kör Kolozsvárt;
- 6. Igaz Szó Irodalmi Köre, elődje Aranka György Irodalmi Kör Marosvásárhelyt;
- 7. Jósika Miklós Kör Tordán; 1999-től Tordai Petőfi Társaság
- 8. József Attila Irodalmi Kör Lugoson;
- 9. Kemény János Irodalmi Kör Régenben;
- 10. Kiss Károly Irodalmi Kör Zilahon;
- 11. Kós Károly Irodalmi Kör Bánffyhunyadon;
- 12. Kölcsey Ferenc Irodalmi Kör Szatmáron;
- 13. Mikes Kelemen Irodalmi TársaságSepsiszentgyörgyön; (1914, Ádám Éva)[1]
- 14. Olosz Lajos Irodalmi Kör Zerinden;
- 15. Petőfi Sándor Irodalmi Kör Nagybányán;
- 16. Salamon Ernő Irodalmi Kör Gyergyószentmiklóson;
- 17. Sipos Domokos Irodalmi Kör Dicsőszentmártonban;
- 18. Szombati-Szabó István Kör Lugoson 1990 után, J. A. Kör utódja;
- 18. Tamási Áron Irodalmi Kör Csíkszeredában;
- 19. Tomcsa Sándor Irodalmi Kör Székelyudvarhelyen;
- 20. Tóth Árpád Irodalmi Kör Aradon.

Nemcsak irodalmi, hanem szélesebb feladatkörre kiterjedő munkaprogrammal működött az Ady Endre Művelődési Kör Szatmáron, a Kós Károly Műszaki-Művelődési Kör a kolozsvári Hűtő- és Élelmiszeripari Kutató és Tervező Intézetben, a Látóhatár Kör Temesvárt és a Vasárnapi Fórum Nagykárolyban. A fennálló körökben is uralkodó törekvés, hogy az írásbeliség művelését a szépirodalmon túlmenőleg általános művelődési, tudományos és ismeretterjesztő vonatkozásaiban ápolják. A középiskolákban az egykori önképzőkör mintájára működő irodalmi körök tanári irányítással az irodalomtörténeti oktatást egészítik ki.
Hatékonyan az irodalmi kör ott működik, ahol a helyi szerzők jelentkezését megfelelő stilisztikai-esztétikai és társadalmi-nemzetiségi felkészültségű szakbírálat elemzi, ahol a lírát és prózát művészi előadásban elevenítik meg, lemezeket és filmeket forgatnak, s a meghívott írókat, művészeket, szakembereket vita- és munkamegbeszéléseken fogadják.

## Akikről köröket neveztek el (válogatás)
| - Ady Endre - Apor Péter - Aranka György - Arany János - Bretter György - Franyó Zoltán - Gaál Gábor - Jósika Miklós - József Attila - Kemény János | - Kiss Károly - Kós Károly - Kölcsey Ferenc - Mikes Kelemen - Olosz Lajos - Petőfi Sándor - Salamon Ernő - Sipos Domokos - Tamási Áron - Tomcsa Sándor - Tóth Árpád |